# Philippe Folliot
Philippe Folliot (ur. 14 lipca 1963 w Albi) – francuski polityk i samorządowiec, parlamentarzysta, przewodniczący Sojuszu Centrowego.

## Życiorys
Absolwent Instytut Nauk Politycznych w Tuluzie oraz Université Toulouse-I-Capitole. Pracował w branży budownictwa społecznego, objął stanowisko dyrektora generalnego jednego z towarzystw zajmującym się finansowaniem tej działalności. Był członkiem gaullistowskiego Zgromadzeniu na rzecz Republiki. Obejmował szereg funkcji w ramach administracji lokalnej i regionalnej. W latach 1989–2000 i 2014–2015 był merem Saint-Pierre-de-Trivisy, w 2015 po złożeniu rezygnacji został pierwszym zastępcą mera tej miejscowości. Wybierany również na radnego miejskiego Castres (2008–2014) i regionu Midi-Pireneje (1998–2002), a także departamentu Tarn (od 1994 z przerwami).
W 2002 po raz pierwszy uzyskał mandat posła do Zgromadzenia Narodowego, był deputowanym stowarzyszonym z frakcją Unii na rzecz Demokracji Francuskiej. W wyborach w 2007, 2012 i 2017 z powodzeniem ubiegał się o reelekcję.
W 2009 dołączył do nowo powstałego Sojuszu Centrowego, był przewodniczącym komitetu wykonawczego tej partii, a w 2016 został przewodniczącym tego ugrupowania. Pełnił funkcję wiceprzewodniczącego federacyjnej Unii Demokratów i Niezależnych, w 2017 wsparł En Marche! Emmanuela Macrona. W 2020 został wybrany w skład francuskiego Senatu.